# 915 Cosette
915 Cosette eller A918 XB är en asteroid i huvudbältet, som upptäcktes 14 december 1918 av den franske astronomen François Gonnessiat i Alger. Den har fått sitt namn efter upptäckarens yngsta dotter.
Asteroiden har en diameter på ungefär 11 kilometer och den tillhör asteroidgruppen Flora.